# إيسيدرو دياز
إيسيدرو دياز (بالإسبانية: Isidro Díaz)‏ (15 مايو 1972 ببلنسية في إسبانيا - ) هو لاعب كرة قدم إسباني في مركز الوسط. لعب مع نادي باراكالدو ونادي روتشديل ونادي كارتاخينا ووولفرهامبتون واندررز وويغان أتلتيك ونادي ليسا ‏ وCD Teruel ‏ وCF Balaguer ‏ وCD Laredo ‏ وCastro FC ‏ ونادي تشافيس.

## وصلات خارجية
- إيسيدرو دياز على موقع قاعدة بيانات كرة القدم.إي يو (الإنجليزية)
- إيسيدرو دياز على موقع Soccerbase.com (لاعب) (الإنجليزية)